# Röjeråsen
Röjeråsen is een plaats in de gemeente Rättvik in het landschap Dalarna en de provincie Dalarnas län in Zweden. De plaats heeft 124 inwoners (2005) en een oppervlakte van 44 hectare. De plaats ligt vijf kilometer ten noorden van de plaats Vikarbyn. De plaats ligt boven op een heuvelrug en het hoogst gelegen deel van de plaats ligt 330 meter boven de zeespiegel en 170 meter boven het dichtbijgelegen meer Siljan.